# Mionica
Mionica (serbocroata cirílico: Мионица) es un municipio y villa de Serbia perteneciente al distrito de Kolubara del oeste del país.
En 2011 tenía 14 263 habitantes, de los cuales 1571 vivían en la villa y el resto en las 35 pedanías del municipio. La mayoría de la población se compone étnicamente de serbios (13 758 habitantes), existiendo una minoría de gitanos (351 habitantes).
Se ubica unos 10 km al este de Valjevo.

## Pedanías
Junto con Mionica, pertenecen al municipio las siguientes pedanías:
- Berkovac
- Brežđe
- Bukovac
- Velika Marišta
- Virovac
- Vrtiglav
- Golubac
- Gornji Lajkovac
- Gornji Mušić
- Gunjica
- Donji Mušić
- Dučić
- Đurđevac
- Klašnić
- Ključ
- Komanice
- Krčmar
- Maljević
- Mionica
- Mratišić
- Nanomir
- Osečenica
- Paštrić
- Planinica
- Popadić
- Radobić
- Rajković
- Rakari
- Robaje
- Sanković
- Struganik
- Tabanović
- Todorin Do
- Tolić
- Šušeoka